# Bulloch County
Bulloch County je okres ve státě Georgie ve Spojených státech amerických. K roku 2010 zde žilo 70 217 obyvatel. Správním a zároveň největším městem okresu je Statesboro. Celková rozloha okresu činí 1 784 km². Vznikl v roce 1796.